# 1250er
Portal Geschichte | Portal Biografien | Aktuelle Ereignisse | Jahreskalender | Tagesartikel

◄ |
12. Jh. |
13. Jahrhundert
| 14. Jh. | ►

◄ |
1220er |
1230er |
1240er |
1250er
| 1260er | 1270er | 1280er | ►

1250 |
1251 |
1252 |
1253 |
1254 |
1255 |
1256 |
1257 |
1258 |
1259

## Ereignisse
- 1254: König Ludwig IX. von Frankreich und sein Heer kehren nach der Zahlung eines hohen Lösegeldes vom verlorenen Kreuzzug zurück.
- 1258: Die Mongolen erobern Bagdad, die Hauptstadt des islamischen Kalifatsstaates und zu diesem Zeitpunkt eine der bedeutendsten Weltmetropolen. In einem Inferno ohnegleichen werden Hunderttausende von Bewohnern getötet oder zu Sklaven gemacht.